# Blue Lines
Blue Lines – debiutancki album triphopowego zespołu Massive Attack, wydany w 1991 przez Virgin Records. Jest uznawany za pierwszy w historii album triphopowy, mimo iż termin ten wszedł do użytku dopiero kilka lat później. Dzięki temu albumowi Massive Attack zyskał reputację jednego z najbardziej innowacyjnych brytyjskich zespołów lat 90. XX wieku.
W 2003 album został sklasyfikowany na 395. miejscu listy 500 albumów wszech czasów magazynu Rolling Stone.

## Lista utworów
1. Safe from Harm – 5:16
2. One Love – 4:48
3. Blue Lines – 4:21
4. Be Thankful for What You've Got – 4:09
5. Five Man Army – 6:04
6. Unfinished Sympathy – 5:08
7. Daydreaming – 4:14
8. Lately – 4:26
9. Hymn of the Big Wheel – 6:36

## Muzycy i personel
- Robert „3D” Del Naja – wokal
- Grant „Daddy G” Marshall – wokal
- Andrew „Mushroom” Vowles – instrumenty klawiszowe
- Horace Andy – wokal
- Jeremy Allom – inżynieria dźwięku, mix
- Tony Bryan – wokal
- Neneh Cherry – aranżacje
- Paul Johnson – gitara basowa
- Shara Nelson – wokal
- Kevin Petrie – inżynieria dźwięku
- Tricky – wokal
- Gavyn Wright – lider
- Mikey General – wokal
- Will Malone – kierownik
- Jonny Dollar – instrumenty klawiszowe, produkcja